# روبين نورث
روبين نورث (بالإنجليزية: Robyn North)‏ هي مغنية بريطانية، ولدت في 16 سبتمبر 1983.

## وصلات خارجية
- روبين نورث على موقع IMDb (الإنجليزية)
- روبين نورث على موقع ميوزك برينز (الإنجليزية)
- روبين نورث على موقع قاعدة بيانات الفيلم (الإنجليزية)